# 不散，不見
《不散，不見》是香港歌手莫文蔚的第十六張個人專輯，於2014年12月26日發行。預購版本分為《不散不見》、《再見自己》兩款，前者附送2015限量旅行筆記本，後者附送2015年Karen專屬桌曆；兩版均附送2014年《莫后年代》音樂會三首新歌Live BD。2015年2月推出影音珍藏盤，特別收錄五首主打歌MV。同年5月29日，唱片公司再加推黑膠典藏版，為莫文蔚第一張黑膠唱片。

## 評價
中華音樂人交流協會推薦2014年度十大專輯及歌曲之一，專輯《不散不見》不僅是一張主題性相當完整、且不論是在唱腔或歌曲詮釋上都有達一定的水準，是張值得推薦的專輯。整張專輯並沒有太過誇張的編曲，而多以簡單乾淨的配器，輔以Karen獨特略帶慵懶的嗓音，一首首帶領大家走過別離的各種心情及轉折。從錄音、演唱、詞曲編，每一個細節不但到位，甚至把專輯的整體性與歌曲的獨立性和歌手的表演性都一一兼顧，創造整張作品內容豐富的延展、音色細膩與動聽耐聽的品味。Karen自己也表示這張專輯是充滿愛的，把自己在這個階段的情感與愛都放在專輯中與大家分享，很高興大家喜愛這張專輯。

## 曲目列表
| 曲序     | 曲目                                |          | 作曲                           | 时长  |
| -------- | ----------------------------------- | -------- | ------------------------------ | ----- |
| 1.       | 再見自己（Fare-Me-Well）            | 周耀輝   | Dennis Matkosky Lee Anna James | 3:19  |
| 2.       | 看看（Regardez）                    | 吳青峰   | 吳青峰                         | 4:58  |
| 3.       | 不散，不見（Departures）            | 李焯雄   | 常石磊                         | 3:49  |
| 4.       | 時間裡的飛人（Time Traveler）       | 王海濤   | 倫永亮                         | 4:03  |
| 5.       | 境外（Beyond Borders）              | 易家揚   | 王梓軒                         | 4:43  |
| 6.       | 一切安好（It's All Good）           | 林夕     | 常石磊                         | 4:52  |
| 7.       | 哪怕（Even If）                     | 李焯雄   | 常石磊                         | 5:14  |
| 8.       | 親愛的：（My Dear:）                | 陳振宜   | 佳旺                           | 3:52  |
| 9.       | 老掉牙（An Old Adage）              | 吳青峰   | 林暐哲                         | 3:54  |
| 10.      | 搖籃曲（Lullaby）                   | 崔恕     | 李劍青                         | 3:34  |
| 11.      | 只帶一隻行李箱（One Suitcase Only） | 周耀輝   | 莫文蔚 荒井十一                | 6:30  |
| 总时长： | 总时长：                            | 总时长： | 总时长：                       | 48:51 |

| Bonus DVD/Blu-ray | Bonus DVD/Blu-ray    |
| 曲序              | 曲目                 |
| ----------------- | -------------------- |
| 1.                | 境外（live）         |
| 2.                | 時間里的飛人（live） |
| 3.                | 看看（live）         |

| 影音珍藏版Bonus DVD | 影音珍藏版Bonus DVD |
| 曲序                | 曲目                |
| ------------------- | ------------------- |
| 1.                  | 再見自己            |
| 2.                  | 看看                |
| 3.                  | 不散，不見          |
| 4.                  | 一切安好            |
| 5.                  | 境外                |

## 音樂錄影帶
| 曲目次序 | 歌名       | 首發日期       | 平台    | 連結                        |
| -------- | ---------- | -------------- | ------- | --------------------------- |
| 01       | 再見自己   | 2014年11月3日  | Youtube | 連結 （页面存档备份，存于） |
| 02       | 看看       | 2014年9月12日  | Youtube | 連結 （页面存档备份，存于） |
| 03       | 不散，不見 | 2014年11月27日 | Youtube | 連結 （页面存档备份，存于） |
| 05       | 境外       | 2015年2月2日   | Youtube | 連結 （页面存档备份，存于） |
| 06       | 一切安好   | 2015年1月7日   | Youtube | 連結 （页面存档备份，存于） |
| 08       | 親愛的     | 2015年4月10日  | Youtube | 連結 （页面存档备份，存于） |

## 宣傳活動
| 日期           | 活動                                      | 地點               |
| -------------- | ----------------------------------------- | ------------------ |
| 2014年12月25日 | 《不散，不見》 亞洲發片記者會             | 香港W酒店          |
| 2015年1月10日  | 《不散，不見》 過境快閃迷你攝影展暨簽名會 | 台北光點華山電影館 |
| 2015年4月26日  | 《不散，不見》 簽名會                     | 白沙浮購物廣場     |

## 銷售成績
| 榜單                | 週期                    | 最高位           |
| ------------------- | ----------------------- | ---------------- |
| 台灣 5大唱片 華語榜 | 2014/12/26 - 2015/1/1   | 5（女歌手第1位） |
| 台灣 佳佳唱片華語榜 | 2015/01/06 - 2015/01/12 | 3                |
| 中國大陸 信諾榜     | 2015/03/08 - 2015/03/14 | 7（女歌手第2位） |

## 荣誉
| - 第26屆金曲獎： - 最佳國語專輯獎（提名） - 最佳演唱錄音專輯獎（提名） - 最佳國語女歌手獎（提名） - 最佳作曲人獎 - 常石磊 / 不散，不見（提名） - 最佳作詞人獎 - 林夕 / 一切安好（提名） - 最佳作詞人獎 - 李焯雄 / 不散，不見（獲獎） - 最佳專輯製作人獎（荒井壯一郎）（獲獎） - 中華音樂人交流協會： - 2014年度十大專輯 - 2014年度十大單曲 - 一切安好 - 2014年度第3季十大單曲 - 看看 - 第8屆Freshmusic Awards（獲獎）： - 年度10大单曲 - 第2名（不散不見） - 年度十大专辑 - 第1名（不散不見） - 最佳女演唱人 - 最佳專輯作詞 - 第2名 - 最佳專輯作曲 - 第2名 - 華語金曲獎： - 2014年12月十佳專輯 - 第6位 - 華語金曲獎2015 - 年度最佳国语女歌手（提名） - 阿比鹿音樂獎：最受歡迎流行唱片（入圍） - 第5屆全球流行音樂金榜 - 年度金曲 《看看》 - 南方都市報 - 2014 十大唱片 | - 臺灣Hit FM電台： - Hit FM年度十大專輯（2014） - Hit Fm 2014年度百首單曲 - 78.看看 - Hit Fm 2015年度百首單曲 - 65.不散，不見 - 第16屆華語音樂傳媒大獎（提名）： - 最佳企劃創意 - 最佳作詞人獎（李焯雄／不散，不見） - 最佳編曲人獎（荒井壯一郎 / 趙兆 / 韓陽 / 不散，不見） - 最佳專輯製作人獎（荒井壯一郎） - 最佳錄音獎 - 獲獎： - 年度國語專輯 - 最佳國語女歌手 - 最佳作曲人獎（常石磊╱不散，不見） - 2014年度中国歌曲Top排行榜（港台地區 / 提名）： - 年度最受歡迎唱片 - 年度最佳制作人 - 荒井十一 - 年度最佳作曲 - 吴青峰 《看看》 - 獲獎： - 年度最佳唱片 - 年度金曲《看看》 - 腾讯音乐浪潮榜 - 2011~2020年100最佳华语专辑（第21位） |  |

## 其他翻唱版本
看看：
- 周筆暢、孫悅、盧靖姍 ，綜藝節目：乘风2023#第四場公演：琴弦琴鍵，撒嬌撒野 - 師姐幫幫唱
- 李莎旻子、裘德 ，綜藝節目：谁是宝藏歌手#第十三期
- 楊丞琳  ，演唱會：2015 Legacy都市女聲系列 - 那些我想唱的歌

不散，不見：
- 张碧晨，綜藝節目：歌手2017 - 第12期

時間裡的飛人：
- 林憶蓮，演唱會：港樂50 . 友弦樂聚

## 資料來源
1. ↑  .   [2015-04-10]. （原始内容存档于2019-01-03）.
2. ↑  .   [2015-06-19]. （原始内容存档于2022-02-27）.
3. ↑  . 台灣佳佳唱片行.   [2015-06-19]. （原始内容存档于2020-08-03）.
4. ↑  . 信諾榜.   [2015-06-19]. （原始内容存档于2015-06-19）.